# Alpout (Bərdə)
Alpout è un comune dell'Azerbaigian situato nel distretto di Bərdə. Conta una popolazione di 1.323 abitanti.